# تامی بریگز
تامی بریگز (انگلیسی: Tommy Briggs; ۲۷ نوامبر ۱۹۲۳ – ۱۰ فوریهٔ ۱۹۸۴) بازیکن فوتبال اهل بریتانیا بود.
از باشگاه‌هایی که در آن بازی کرده‌است می‌توان به باشگاه فوتبال گلنتوران، باشگاه فوتبال بلکبرن روورز، باشگاه فوتبال کاونتری سیتی، باشگاه فوتبال گریمزبی تاون، باشگاه فوتبال بیرمنگام سیتی، و باشگاه فوتبال پلیموث آرگیل اشاره کرد.
وی همچنین در تیم ملی فوتبال England B بازی کرده‌است.